# 牧之原市相良消防本部
牧之原市相良消防本部（まきのはらしさがらしょうぼうほんぶ）は、静岡県牧之原市に存在した消防部局（消防本部）。管轄区域は牧之原市の旧相良町域。2016年4月より消防広域に伴って静岡市消防局に消防事務の委託を開始したために同消防本部は解散した

## 概要
- 消防本部：牧之原市波津191番地1
- 管内面積：58.32km2
- 職員数：51人
- 消防署1カ所、消防待機所1カ所
  - 消防待機所とは、使われなくなった警察の駐在所を活用して救急駐在所の名称で開設されたのちに改称されたものであり、消防署から離れた地区の救急対応の迅速化を図るために設置されている。消防待機所には平日の午前9時から午後5時まで、高規格救急車1台と救急隊員3人を配置している。また、消防待機所近隣で火災が発生した際は、常備されているホースを使用して初期消火活動も行うことになっている。[1][2]

### 主力機械
2015年4月1日現在
- 消防ポンプ自動車：1
- 水槽付消防ポンプ自動車：1
- 化学消防自動車：1
- 救助工作車：1
- 小型動力ポンプ付水槽車：1
- 高規格救急自動車：3
- 指揮車：1
- 特殊災害支援車：1
- 資機材搬送車：1
- その他：3

## 沿革
- 1972年2月　榛原郡相良町・御前崎町及び小笠郡浜岡町の3町による相良町外2町広域施設組合の設置が認可される。
- 1972年4月　相良町外2町広域施設組合消防本部を設置する。
- 1973年4月　相良浜岡御前崎消防署を設置する。
- 1993年3月　新消防庁舎が落成する。
- 2004年4月　御前崎町と浜岡町が合併し御前崎市が発足する。合併に伴い、消防本部名を相良町御前崎市広域施設組合消防本部に改称する。
- 2006年10月　相良町と榛原郡榛原町が合併し牧之原市が発足する。合併に伴い、消防本部名を牧之原市御前崎市広域施設組合消防本部に改称する。旧榛原町域は吉田町榛原町広域施設組合消防本部が吉田町牧之原市広域施設組合消防本部に改称した上で合併前から引き続き管轄する。
- 2010年12月　牧之原市議会・御前崎市議会において、牧之原市御前崎市広域施設組合から消防の離脱が議決される。
- 2011年4月　御前崎市が単独消防として、御前崎市消防本部・消防署を設置する。牧之原市は御前崎市への旧相良町域の消防事務の委託を開始する。
- 2013年4月　牧之原市が御前崎市への旧相良町域の消防事務の委託を解消し、牧之原市が単独で牧之原市相良消防本部・消防署を設置する。
- 2016年4月　牧之原市は静岡市消防局に消防事務の委託を開始したために同消防本部は解散した

## 組織
- 本部 - 消防総務課、予防課、通信指令課
- 消防署

## 消防署
| 消防署             | 住所         | 消防待機所         |
| ------------------ | ------------ | ------------------ |
| 牧之原市相良消防署 | 波津191番地1 | 萩間：女神232番地8 |